# العلاقات الكاميرونية البلغارية
العلاقات الكاميرونية البلغارية هي العلاقات الثنائية التي تجمع بين الكاميرون وبلغاريا.

## مقارنة بين البلدين
هذه مقارنة عامة ومرجعية للدولتين:
| وجه المقارنة                                              | الكاميرون                      | بلغاريا                                                                             |
| --------------------------------------------------------- | ------------------------------ | ----------------------------------------------------------------------------------- |
| المساحة (كم2)                                             | 475.44 ألف                     | 110.99 ألف                                                                          |
| عدد السكان (نسمة)                                         | 24.05 مليون                    | 7.08 مليون                                                                          |
| الكثافة السكانية (ن./كم²)                                 | 50.58                          | 63.79                                                                               |
| العاصمة                                                   | ياوندي                         | صوفيا                                                                               |
| اللغة الرسمية                                             | لغة فرنسية، لغة إنجليزية       | اللغة البلغارية                                                                     |
| العملة                                                    | فرنك وسط أفريقي                | ليف بلغاري                                                                          |
| الناتج المحلي الإجمالي (بليون دولار)                      | 34.80 مليار                    | 56.83 مليار                                                                         |
| الناتج المحلي الإجمالي (تعادل القوة الشرائية) بليون دولار | 72.72 مليار                    | 130.99 مليار                                                                        |
| الناتج المحلي الإجمالي الاسمي للفرد دولار أمريكي          | 1.22 ألف                       | 8.03 ألف                                                                            |
| الناتج المحلي الإجمالي للفرد دولار أمريكي                 | 2.97 ألف                       | 17.21 ألف                                                                           |
| مؤشر التنمية البشرية                                      | 0.512                          | 0.782                                                                               |
| رمز المكالمات الدولي                                      | +237                           | +359                                                                                |
| رمز الإنترنت                                              | .cm                            | .bg، .бг ‏                                                                           |
| المنطقة الزمنية                                           | توقيت غرب أفريقيا، ت ع م+01:00 | ت ع م+02:00، ت ع م+03:00، أوروبا/صوفيا ‏، توقيت شرق أوروبا، توقيت شرق أوروبا الصيفي ‏ |

## منظمات دولية مشتركة
يشترك البلدان في عضوية مجموعة من المنظمات الدولية، منها:
| علم المنظمة | اسم المنظمة                               | تاريخ انضمام الكاميرون | تاريخ انضمام بلغاريا |
| ----------- | ----------------------------------------- | ---------------------- | -------------------- |
|             | يونسكو                                    | 11 نوفمبر 1960         | 17 مايو 1956         |
|             | وكالة ضمان الاستثمار متعدد الأطراف        | 7 أكتوبر 1988          | 23 سبتمبر 1992       |
|             | الأمم المتحدة                             | 20 سبتمبر 1960         | 14 ديسمبر 1955       |
|             | الفريق المعني برصد الأرض                  | ?                      | ?                    |
|             | الاتحاد البريدي العالمي                   | ?                      | ?                    |
|             | البنك الدولي للإنشاء والتعمير             | 10 يوليو 1963          | 25 سبتمبر 1990       |
|             | الاتحاد الدولي للاتصالات                  | 22 ديسمبر 1960         | 18 سبتمبر 1880       |
|             | منظمة حظر الأسلحة الكيميائية              | ?                      | ?                    |
|             | مؤسسة التمويل الدولية                     | 1 أكتوبر 1974          | 22 يوليو 1991        |
|             | المركز الدولي لتسوية المنازعات الاستشارية | 2 فبراير 1967          | 13 مايو 2001         |
|             | منظمة التجارة العالمية                    | ?                      | 1 ديسمبر 1996        |
|             | منظمة الشرطة الجنائية الدولية             | ?                      | ?                    |

## وصلات خارجية
- موقع وزارة الخارجية الكاميرونية
- موقع وزارة الخارجية البلغارية